# René-François de Beauvau du Rivau
René François de Beauvau du Rivau (Lémeré, 11 novembre 1664 – Narbona, 4 agosto 1739) è stato un arcivescovo cattolico francese, vescovo di Bayonne e di Tournai e arcivescovo metropolita di Tolosa e Narbona.

## Biografia
Proveniente da un ramo minore della casa de Beauvau, era il nono figlio di Jacques de Beauvau, marchese du Riveau, maresciallo di campo del re e colonnello degli svizzeri, Gaston d'Orléans e Marie de Campel de Saujon. Studiò alla Sorbona dove conseguì il diploma universitario in arti e lettere, nel 1687 la sua licenza di teologia nel 1692, seguita dal suo dottorato nel 1694 anno della sua ordinazione. Da semplice chierico, è stato canonico di Sarlat dal 1689, poi ufficiale e vicario generale di suo zio Pierre-François de Beauvau du Rivau, vescovo di Sarlat.
Il re Luigi XIV gli conferì l'abbazia di Saint-Victor-en-Caux il 21 aprile 1685 dopo le dimissioni volontarie del conte di Claire. Ebbe in commenda anche l'abbazia di Bonneval, nel 1723.

### Carriera ecclesiastica
René François de Beauvau fu nominato dal re vescovo di Bayonne il 1º novembre 1700 e confermato da papa Clemente XI il 17 luglio 1701. Fu trasferito alla diocesi di Tournai il 23 aprile 1707: durante l'assedio della città nel 1709 il principe Eugenio, mantenne a sue spese tutta la guarnigione francese, impegnando i suoi piatti d'oro e d'argento. Tournai, tuttavia, fu presa, e il principe Eugenio propose al vescovo di conservare la sua cattedra sotto il Sacro romano impero, proposta che mons. De Beauvau rifiutò. In cambio della sua fedeltà, il re lo trasferì il 27 luglio 1713 all'arcidiocesi di Tolosa: in veste di nuovo arcivescovo partecipò all'assemblea del clero del 1715. Contribuì lo stesso anno alla fondazione del Buon Pastore.
Scelto per succedere a Charles Le Goux de La Berchère sulla cattedra di Narbona nel 1719, fu proposto al concistoro solo il 28 maggio 1721, come arcivescovo eletto. In quanto tale, era anche presidente-nato degli Stati della Linguadoca. Sostenne il lavoro accademico intrapreso dal suo predecessore che portò alla pubblicazione della Storia generale della Linguadoca dal 1730. Stampò anche un nuovo rituale nel 1735, che comprende un certo numero di prestiti da altri riti gallicani, rafforzando il processo che ha portato all'estinzione delle peculiarità dell'antica liturgia della diocesi di Narbona.
Fu nominato commendatore dell'ordine dello Spirito Santo il 3 giugno 1724.
Morì a Narbona, nel palazzo degli arcivescovi, il 4 agosto 1739, e fu sepolto l'8 agosto nella cattedrale di Narbona.

## Stemma
| Stemma | Blasonatura |
| ------ | --- |
| \| \|  | René-François de Beauvau du Rivau Arcivescovo di Narbona, Primate della Gallia Narbonense, Duca di Narbona, Comandante degli Ordini del Re. D'argento con quattro leoni rossi, armati, coronati e languiti d'oro, 2 e 2; |
|        | |

## Genealogia episcopale e successione apostolica
La genealogia episcopale è:
- Cardinale Guillaume d'Estouteville, O.S.B.Clun.
- Papa Sisto IV
- Papa Giulio II
- Cardinale Raffaele Sansone Riario
- Papa Leone X
- Papa Paolo III
- Cardinale Francesco Pisani
- Cardinale Alfonso Gesualdo di Conza
- Papa Clemente VIII
- Cardinale Pietro Aldobrandini
- Cardinale Laudivio Zacchia
- Cardinale Antonio Barberini, O.F.M.Cap.
- Cardinale Nicolò Guidi di Bagno
- Arcivescovo François de Harlay de Champvallon
- Arcivescovo Armand-Anne-Tristan de La Baume de Suze
- Arcivescovo René-François de Beauvau du Rivau

La successione apostolica è:
- Vescovo Pierre Rogier du Crévy (1712)
- Vescovo Alexandre de Jouanne de Saumery (1720)
- Vescovo Louis-Joseph de Châteauneuf de Rochebonne (1720)
- Arcivescovo François-Honoré-Lancelot de Casaubon de Maniban  (1721)
- Arcivescovo Joseph-François Bocaud (Boucaud) (1724)